# Championnat d'Estonie de football 2010
Navigation
Saison précédente Saison suivante
La saison 2010 de la Meistriliiga est la 20e de l'élite du football estonien. Les dix meilleurs clubs du pays sont regroupés au sein d'une poule unique où ils s'affrontente quatre fois, deux fois à domicile et deux fois à l'extérieur. En fin de saison, le dernier du classement est relégué et remplacé par le champion de deuxième division, tandis que le 9e affronte le vice-champion de D2 en barrage de promotion-relégation.
C'est le FC Flora Tallinn qui remporte la compétition après avoir terminé en tête du classement final, avec cinq points d'avance sur le tenant du titre, le FC Levadia Tallinn et quinze sur le JK Narva Trans. C'est le 8e titre de champion d'Estonie de l'histoire du club.

## Les clubs participants
| \| FC Kuressaare Narva Trans Paide Linnameeskond Flora Tallinn Nõmme Kalju Levadia Tallinn Kohtla-Järve Tammeka Tartu Kalev Sillamäe Tulevik Viljandi \| Localisation des clubs engagés dans le championnat. |
| FC Kuressaare Narva Trans Paide Linnameeskond Flora Tallinn Nõmme Kalju Levadia Tallinn Kohtla-Järve Tammeka Tartu Kalev Sillamäe Tulevik Viljandi                                                           |

| Club           | Ville        | Stade                | Capacité | Manager               |
| -------------- | ------------ | -------------------- | -------- | --------------------- |
| Flora          | Tallinn      | A. Le Coq Arena      | 9,300    | Martin Reim           |
| Kalju          | Tallinn      | Hiiu staadion        | 500      | Fredo Getulio         |
| Kuressaare     | Kuressaare   | K. linnastaadion     | 2,000    | Sergei Zamogilnõi     |
| Levadia        | Tallinn      | Maarjamäe muruväljak | 500      | Igor Prins            |
| Lootus         | Kohtla-Järve | SPK staadion         | 500      | Andrei Škaleta        |
| Paide LM       | Paide        | ÜG staadion          | 500      | Viktor Mets           |
| Sillamäe Kalev | Sillamäe     | Kalevi staadion      | 2,000    | Vladimir Kazatchionok |
| Tammeka        | Tartu        | Tamme staadion       | 2,000    | Marko Kristal         |
| Trans          | Narva        | Kreenholmi staadion  | 3,000    | Valeri Bondarenko     |
| Tulevik        | Viljandi     | V. linnastaadion     | 2,500    | Marko Lelov           |

## Compétition

### Les moments forts de la saison
- Le 1er match de la saison voit le Flora Tallinn s'imposer chez le Sillamae Kalev (2-1). Le tenant du titre, le Levadia Tallinn s'impose tranquillement face au Trans Narva (3-0, avec un doublé de Tarmo Neemelo). Tammeka s'impose 3-2 à Kuressaare après avoir été mené 2-0 jusqu'à la 70e minute.
- Lors du second week-end, Kuressaare crée la sensation en tenant en échec le champion en titre le Levadia (1-1). Le JK Nomme Kalju devient le nouveau leader en s'imposant (3-2) au JK Maag Tammeka Tartu. Le Lootus est la dernière équipe à 0 point.
- Le Levadia Tallinn reprend son leadership en s'imposant chez le précédent leader du classement Nomme Kalju 3-0 (grâce notamment à un doublé de Eino Puri), match facilité par l'expulsion du gardien de Kalju dès la 38e minute. Le Levadia devient ainsi le dernier club invaincu cette année. Le Tammeka s'installe à la 2e place en disposant facilement du Flora Paide (3-1). 2 équipes ont réussi à s'imposer en toute fin de match : le Flora à la 89e minute qui laisse le Lootus à 0 point et le Trans Narva sur un penalty dans le temps additionnel.
- Le Levadia confirme son invincibilité lors de la 4e journée en martyrisant le Flora Paide 6 à 0 (avec un triplé de Tarmo Neemelo et un but de Vitali Leïtan au bout de seulement 21 secondes). Derrière le leader se forme un groupe de 3 poursuivants composé du Flora Tallinn, du Sillamae Kalev et du JK Nomme Kalju. Enfin, le Lootus bat le Trans Narva (grâce à un but de Vassili Kulik à la 89e minute) et remporte ses 3 premiers points de la saison, laissant la dernière place à Kureessaare, dernière équipe à ne pas avoir gagné.
- Le Levadia est tenu en échec lors du match au sommet de la 5e journée contre le Sillamae Kalev 1-1 et laisse la première place à son grand rival, le Flora Tallinn vainqueur 3-2 face au Tammeka. Dans le bas de tableau, Kuressaare remporte son premier succès de la saison face à Paide 2-1 qui devient la nouvelle lanterne rouge du championnat.

### Format
Le barème servant à établir le classement se décompose ainsi :
- Victoire : 3 points
- Match nul : 1 point
- Défaite : 0 point

Les critères de départage sont :
1. Le moins de matchs annulés ou reportés
2. Le nombre général de victoires
3. Faces-à-faces
4. Différence de buts dans les faces-à-faces
5. Meilleure différence de buts générale
6. Nombre général de buts marqués

### Classement
| Rang | Équipe                 | Pts | J  | G  | N | P  | Bp  | Bc  | Diff |
| ---- | ---------------------- | --- | -- | -- | - | -- | --- | --- | ---- |
| 1    | FC Flora Tallinn       | 91  | 36 | 29 | 4 | 3  | 104 | 32  | +72  |
| 2    | FC Levadia Tallinn T C | 86  | 36 | 26 | 8 | 2  | 100 | 16  | +84  |
| 3    | JK Narva Trans         | 76  | 36 | 23 | 7 | 6  | 67  | 31  | +36  |
| 4    | JK Nõmme Kalju         | 62  | 36 | 18 | 8 | 10 | 59  | 42  | +17  |
| 5    | JK Kalev Sillamäe      | 59  | 36 | 18 | 5 | 13 | 79  | 52  | +27  |
| 6    | JK Maag Tammeka Tartu  | 40  | 36 | 11 | 7 | 18 | 50  | 66  | -16  |
| 7    | JK Tulevik Viljandi    | 29  | 36 | 8  | 5 | 23 | 33  | 62  | -29  |
| 8    | Paide Linnameeskond    | 25  | 36 | 6  | 7 | 23 | 30  | 79  | -49  |
| 9    | FC Kuressaare          | 24  | 36 | 7  | 3 | 26 | 32  | 93  | -61  |
| 10   | Lootus P               | 20  | 36 | 6  | 2 | 28 | 22  | 103 | -81  |

|  | Qualification pour la Ligue des champions 2011-2012                      |
|  | Qualification pour le 2e tour préliminaire de la Ligue Europa 2011-2012  |
|  | Qualification pour le 1er tour préliminaire de la Ligue Europa 2011-2012 |
|  | Participation au barrage de promotion-relégation                         |
|  | Relégation en deuxième division                                          |
|  | T : Tenant du titre C : Vainqueur de la Coupe d'Estonie P : Promu de D2  |

### Résultats

#### 1repartiede saison
| Résultats (▼dom., ►ext.)                                   | Flora | Kal | Kur  | Lev | Loo | Paide | Sil | Tam | Trans | Vil |
| FC Flora Tallinn                                           |       | 1-0 | 4-0  | 2-1 | 2-1 | 2-1   | 4-2 | 3-2 | 1-1   | 1-1 |
| JK Nõmme Kalju                                             | 1-2   |     | 2-1  | 0-3 | 1-0 | 1-1   | 2-1 | 1-1 | 0-1   | 1-0 |
| FC Kuressaare                                              | 1-2   | 1-2 |      | 0-7 | 1-2 | 1-0   | 0-4 | 2-3 | 0-1   | 3-2 |
| FC Levadia Tallinn                                         | 2-1   | 0-0 | 1-1  |     | 5-1 | 6-0   | 3-1 | 2-0 | 3-0   | 2-0 |
| FC Lootus Kohtla-Järve                                     | 0-4   | 0-5 | 5-2  | 0-3 |     | 2-1   | 0-1 | 1-3 | 0-5   | 0-1 |
| Paide Linnameeskond                                        | 0-2   | 0-3 | 1-2  | 0-4 | 1-0 |       | 0-1 | 1-3 | 0-4   | 2-0 |
| JK Sillamäe Kalev                                          | 1-2   | 2-2 | 0-0* | 1-1 | 3-1 | 4-0   |     | 4-0 | 1-2   | 2-1 |
| JK Tammeka Tartu                                           | 0-1   | 2-3 | 2-0  | 0-0 | 1-0 | 0-0   | 1-4 |     | 1-2   | 2-0 |
| FC Narva Trans                                             | 1-0   | 2-2 | 3-0  | 1-2 | 0-1 | 4-1   | 2-2 | 0-0 |       | 2-0 |
| JK Viljandi Tulevik                                        | 0-1   | 1-4 | 0-0  | 0-1 | 1-0 | 1-0   | 1-2 | 0-3 | 0-1   |     |
| - Victoire à domicile - Match nul - Victoire à l'extérieur |       |     |      |     |     |       |     |     |       |     |

- Le match a été gagné 6-0 par le JK Sillamäe Kalev, mais ce résultat a été donné gagnant avec score de 0-0 pour FC Kuressaare du fait de l'utilisation par le JK Sillamäe Kalev d'un joueur non-qualifié.

#### 2epartiede saison
| Résultats (▼dom., ►ext.)                                   | Flora | Kal | Kur | Lev | Loo | Paide | Sil | Tam | Trans | Vil |
| FC Flora Tallinn                                           |       | 3-0 | 6-0 | 2-0 | 5-0 | 6-2   | 3-0 | 6-3 | 4-0   | 1-0 |
| JK Nõmme Kalju                                             | 3-3   |     | 1-0 | 1-5 | 2-0 | 0-0   | 0-2 | 3-1 | 0-2   | 3-0 |
| FC Kuressaare                                              | 0-2   | 1-5 |     | 0-4 | 0-1 | 2-3   | 2-2 | 3-2 | 1-4   | 4-2 |
| FC Levadia Tallinn                                         | 2-2   | 1-1 | 4-0 |     | 5-0 | 4-0   | 2-0 | 6-0 | 1-1   | 3-0 |
| FC Lootus Kohtla-Järve                                     | 0-8   | 0-6 | 2-0 | 0-5 |     | 1-2   | 0-5 | 1-3 | 0-4   | 0-0 |
| Paide Linnameeskond                                        | 1-4   | 0-1 | 3-0 | 1-4 | 1-1 |       | 1-8 | 3-4 | 1-1   | 1-1 |
| JK Sillamäe Kalev                                          | 2-5   | 4-1 | 2-0 | 0-4 | 4-0 | 0-0   |     | 2-0 | 1-3   | 5-2 |
| JK Tammeka Tartu                                           | 2-1   | 0-1 | 0-2 | 0-0 | 5-1 | 1-2   | 2-3 |     | 0-1   | 2-2 |
| FC Narva Trans                                             | 1-2   | 1-0 | 5-1 | 0-3 | 4-1 | 0-0*  | 2-1 | 1-1 |       | 2-0 |
| JK Viljandi Tulevik                                        | 1-6   | 0-1 | 4-1 | 0-1 | 4-0 | 1-0   | 3-2 | 4-0 | 0-3   |     |
| - Victoire à domicile - Match nul - Victoire à l'extérieur |       |     |     |     |     |       |     |     |       |     |

- C'est le score original de ce match. Il a été donné gagnant sans but pour le FC Narva Trans car le Paide Linnameeskond a utilisé un joueur non-qualifié.

#### Barrage promotion / relégation
Afin de déterminer le 10e club participant à la Meistriliiga la saison prochaine, le 9e de D1 affronte le 4e de D2
C'est le FC Kuressaare qui va jouer sa place parmi l'élite face au SK Kiviõli Tamme Auto, pensionnaire de deuxième division.
Match aller le 14 novembre et match retour le 20 novembre.
| Équipe 1                   | Résultat | Équipe 2           | Aller | Retour |
| -------------------------- | -------- | ------------------ | ----- | ------ |
| SK Kiviõli Tamme Auto (D2) | 2 - 4    | FC Kuressaare (D1) | 2 - 1 | 0 - 3  |

- Le FC Kuressaare se maintient en Meistriliiga, le SK Kiviõli Tamme Auto reste en Esiliiga.

## Bilan de la saison
| Championnat d'Estonie de football 2010 |                             |
| Champion                               | FC Flora Tallinn (8e titre) |
| Coupes et trophées                     |                             |
| Vainqueur de la Coupe d'Estonie 2010   | FC Levadia Tallinn          |
| Qualifications continentales           |                             |
| Ligue des champions 2011-2012          | FC Flora Tallinn            |
| Ligue Europa 2010-2011                 | FC Levadia Tallinn          |
| Ligue Europa 2011-2012                 | FC Levadia Tallinn          |
| Ligue Europa 2011-2012                 | JK Narva Trans              |
| Promotions et relégations              |                             |
| Promus en Meistriliiga                 | FC Ajax Lasnamäe            |
| Relégués en Esiliiga                   | FC Lootus Kohtla-Järve      |

## Classement des buteurs
24 buts
- Sander Post (FLO)

21 buts
- Jüri Jevdokimov (KLJ)

20 buts
- Tarmo Neemelo (LEV)

16 buts
- Vitali Leïtan (LEV)

14 buts
- Deniss Malov (LEV)

13 buts
- Marius Bezykornovas (TRN)
- Henri Anier (FLO)

12 buts
- Konstantin Nahk (LEV)
- Albert Prosa (TAM)

Source : www.soccernet.ee,